# Lithophyllum subtenellum
Lithophyllum  subtenellum (Foslie) Foslie, 1909  é o nome botânico  de uma espécie de algas vermelhas pluricelulares do gênero Lithophyllum, família Corallinaceae.
- São algas marinhas encontradas na Mauritânia, São Tomé e Príncipe e na Grécia.

## Sinonímia
- Não apresenta sinônimos.